# Hohokam

Hohokam je stari indijanski narod naseljen između 300. pr. Kr. (po nekima i ranije; A.R Royo) pa do 1400. u području Phoenix Basin, u dolinama rijeka Salt i Gila u Arizoni. Nositelji kulture Hohokam porijeklom su od naroda kulture Mogollon. Najpoznatiji su po svojim irigacijskim kanalima kojih su izgradili u dužinu od preko 500 milja (800 kilometara). Agrikultura je bila glavno zanimanje Hohokama. Kuće Hohokama (pit houses) bile su polupodzemne nastambe izgrađene od granja, drveta i ćerpiča iznad plitke rupe, u kojima je živjelo nekoliko stotina ljudi. 
Ime Hohokam došlo je od Pima naziva u značenju 'oni koji su nestali'.

## Kultura i povijest
Kultura Hohokama najranije se pojavila možda 300 pr. Kr. u polupustinjskim krajevima sadašnje središnje i južne Arizone, napose duž Gile i Salta. Kulturu možemo podijeliti u četiri razvojna perioda: Pionirski (Pioneer), Kolonijalni (Colonial), Sjedilački (Sedentary) i Klasični (Classical).
Najstarija je Pionirsko razdoblje (Pioneer period) od 300 pr. Kr.-500 n.e. koju karakteriziraju malena naselja locirana poglavito blizu rijeka, čiji su se stanovnici bavili lovom, ribolovom i sakupljanjem. Nastambe su im malene 'pit houses', od drveta, granja i ćerpiča izgrađenim iznad plitke rupe. Tijekom ovog perioda izgrađen je i prvi irigacijski kanal u dolini Gile, što je dovodio vodu iz rijeke, direktno do polja.  Lončarija je izbrazdana i dekorirana. Pred kraj perioda u fazi 'Snaketown' dolazi do regionalne ekspanzije i rapidnih kulturnih promjena. 
Kolonijalni period, što je trajao od 500 n.e. do 900. karakterizira ga daljnja ekspanzija na jug Arizone. Sela od 'pit-houses' kuća malo su se izmijenila, ipak javlja se igralište za loptu, slično onome kod Maya. Kod Hohokama je pronađeno više od 200 igrališta za loptu. Uz kukuruz Hohokami su prihvatili i pamuk, tikve, agavu i grah, proliferiraju se irigacijski kanali, a od 700. postaju uži i dublji, čime se došlo do smanjenja evaporacije. U fazi Gila Butte sela postaju veća, imaju središnju plazu. Indijanci ovoga doba 'želi' su preko 200 vrsta divljeg bilja, sjemenja i voća. Lovili su ptice i sisare.
U Sjedilačkom periodu (900-1100), sistem malenog 'settlementa' (rancherije) polagano prelazi u veća sela. Ovakva sela opstaju na ekonomiji što se temelji na irigacijskoj agrikulturi, eksploataciji divlje biljne hrane, a važne komponente lokalne ekonomije su i transport, manufaktura, i trgovina morskim školjkama. Konstruiraju se izvori i rezervoari za opskrbljivanje zajednice pitkom vodom. Lončarija ovog perioda je crveno-na-svjetložutom, ali ovu Red on Buff lončariju ili Gila Butte Red on Buff nalazimo i u ranom kolonijalnom periodu u području Gile.
Klasični period najpoznatiji je po 'tihom' nametanju Salado Indijanaca, ogranku Anasaza, oni pristižu s gornjih pritoka Salt Rivera, i žive na teritoriju Hohokama nekoliko dekada da bi se zatim povukli i nestali. Klasični period traje od 1100 do 1400.  Kroz ovaj period napuštena su dugo nastanjivana naselja u bazenu Salt-Gila, uključujući i spomenute Gilla Butte i Snaketown. Ova mjesta moguće su napuštena zbog pojave većih naselja. Tijekom faze Soho (Soho-phase) niknuli su Pueblo Grande, Mesa Grande, i Casa Grande, najveće zajednice što su ih stvorili Hohokami. Platforme mounda okružene su zbijenim kućama od adoba (ćerpiča), ona imaju svoja groblja, plaze. Iza 1300. uobičajene su strukture od masivnih zidova s više katova i višesobne, uključujući i poznati Casa Grande (ne smije se brkati s Casas Grandes u Meksiku). Njihova kultura je nestala, a gradovi su opustjeli u 15. stoljeću. Uzrok je nepoznat, ali zna se da su sa sjevera u to vrijeme došla ratoborna plemena Atapaska, čije je najpoznatije zanimanje bila pljačka. Na mjestu slavnih Hohokama danas žive Indijanci Pima i Papago, plemena koja govore srodnim jezicima i smatraju se njihovim potomcima.

## Vanjske poveznice
- The Hohokam